# Szamsin
Szamsin (arab. شمسين) – wieś w Syrii, w muhafazie Hims. W 2004 roku liczyła 811 mieszkańców.